# Gemünden am Main

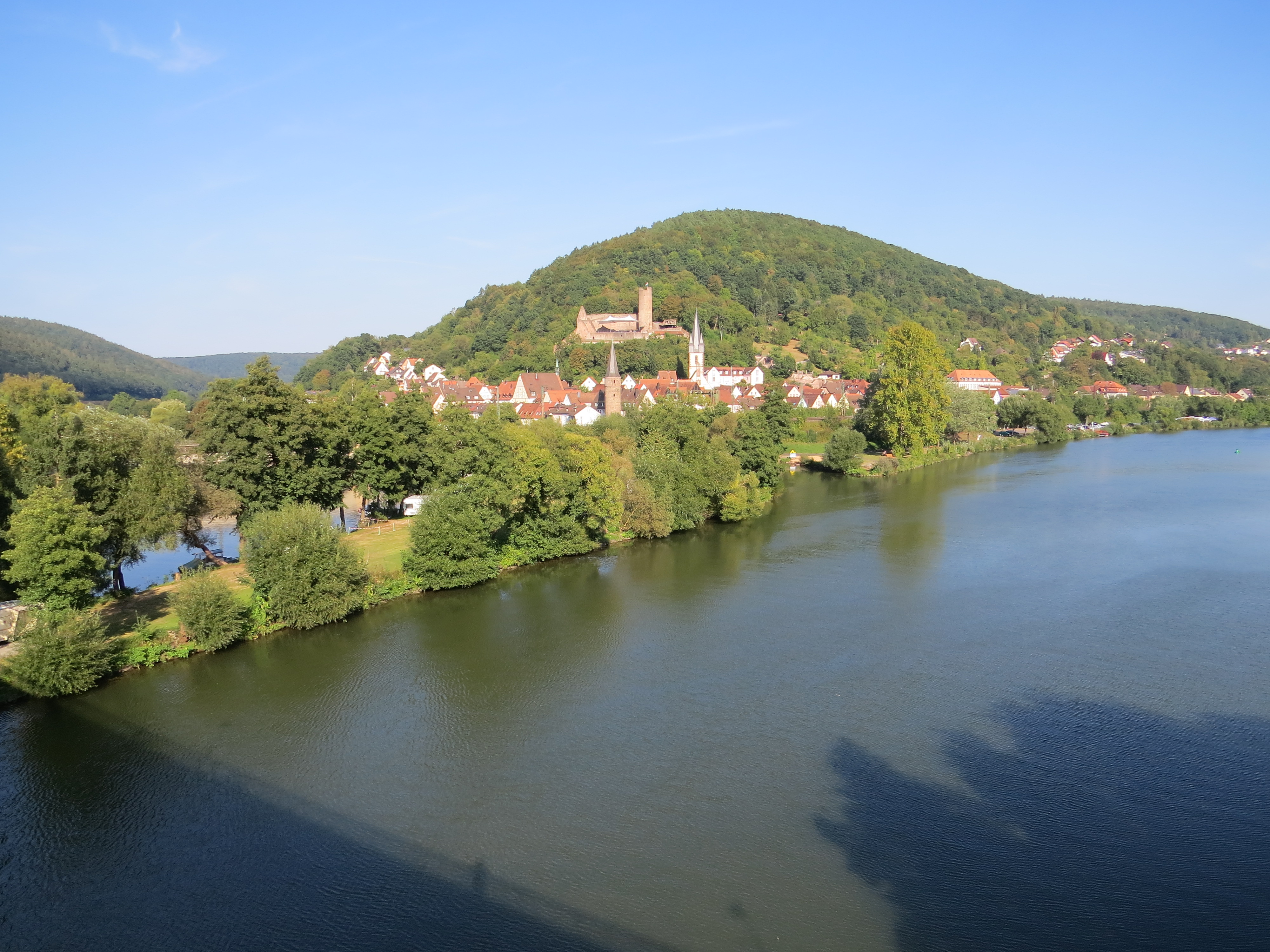
Gemünden am Main von Westen

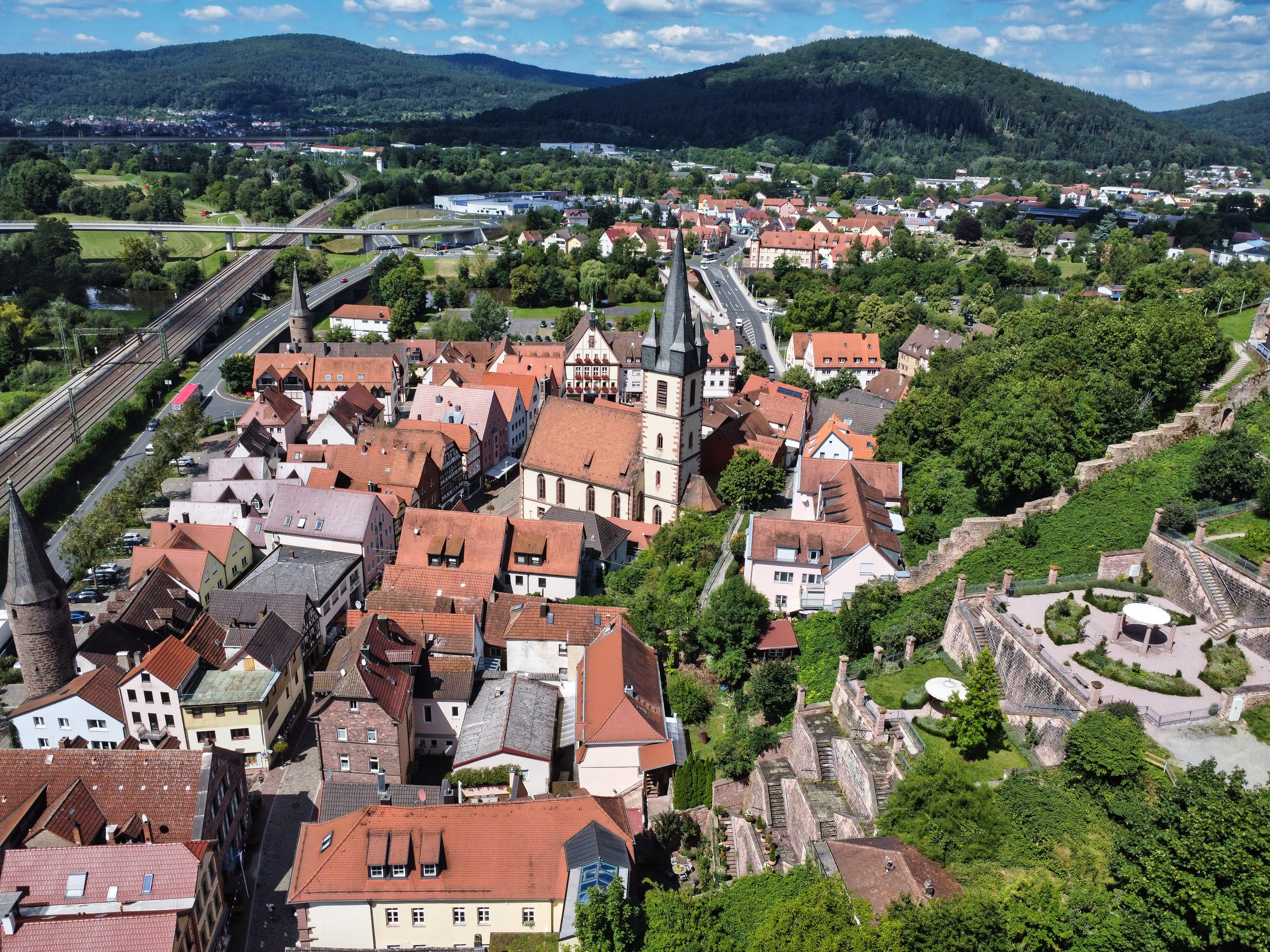
Gemünden am Main von Süd-Osten

Gemünden am Main [ɡəˈmʏndn̩] (amtlich: Gemünden a.Main) ist eine Stadt im unterfränkischen Landkreis Main-Spessart und ein staatlich anerkannter Erholungsort. Laut Landesentwicklungsprogramm Bayern ist Gemünden am Main als Mittelzentrum ausgewiesen.

## Geographie

### Geographische Lage
Die Stadt liegt etwa 40 Kilometer mainabwärts von Würzburg.
In der Stadt mündet die Sinn in die Fränkische Saale und diese dann in den Main. Aus diesem Grund wird Gemünden am Main auch als „Drei-Flüsse-Stadt“ oder „fränkische Dreiflüssestadt“ bezeichnet. Der Main ändert in Gemünden seine Richtung von Nordwest auf West, um vom Maindreieck, das bei Gemünden endet, ins Mainviereck bei Lohr am Main überzugehen. Im Stadtteil Wernfeld mündet zudem das Flüsschen Wern in den Main. Im Osten liegt das Fränkische Weinland, im Westen der Spessart und im Norden die Rhön. Der topographisch höchste Punkt der Stadt befindet sich im Spessart mit 519 m ü. NHN (Lage) an der Sohlhöhe, am Oberbecken des Pumpspeicherkraftwerkes Langenprozelten, der niedrigste liegt im Main auf 152,4 m ü. NHN (Lage).
Gemünden liegt an der Birkenhainer Straße, einem uralten Handelsweg von Unterfranken ins heutige Rhein-Main-Gebiet und am Fränkischen Marienweg.

### Gemeindegliederung
Es gibt 16 Gemeindeteile (in Klammern ist Siedlungstyp und die Einwohnerzahlen (Hauptwohnsitz; Gesamt), Stand 31. Dezember 2013, angegeben):
- Adelsberg (Kirchdorf, 934; 990)
- Aschenroth (Kirchdorf, 49; 52)
- Gemünden (Hauptort, 4630; 4906)
- Harrbach (Kirchdorf, 129; 131)
- Hofstetten (Pfarrdorf, 414; 430)
- Hohenroth (Dorf, 183; 214)
- Kleinwernfeld (Dorf, 52; 56)
- Langenprozelten (Pfarrdorf, 1949; 2033)
- Massenbuch (Pfarrdorf, 183; 206)
- Neutzenbrunn (Dorf, 74; 89)
- Reichenbuch (Weiler, 21; 23)
- Schaippach (Kirchdorf, 358; 393)
- Schönau (Kirchdorf, 95; 99)
- Seifriedsburg (Kirchdorf, 425; 447)
- Wernfeld (Pfarrdorf, 1004; 1065)
- Zollberg (Einöde)

## Name

### Etymologie
Der Ortsname stammt dem althochdeutschen Wort gimundi ab, das Flussmündung bedeutet. Dies bezieht sich auf die Mündungen der Sinn in die Fränkische Saale und deren Mündung in den Main. Der Zusatz am Main unterscheidet die Stadt von weiteren gleichnamigen Orten. Ab 1339 wurde zeitweise zwischen Stadt- und Weniggemünden oder Groß- und Kleingemünden unterschieden.
Seit dem 13. Juni 1961 lautet der amtliche Gemeindename Gemünden am Main.

### Frühere Schreibweisen
Frühere Schreibweisen des Ortes aus diversen historischen Karten und Urkunden:
| - 1243 Gemunde - 1289 Gemunden - 1342 Gemuend - 1354 Gemünden an der Synne und an der Sal - 1391 Gemunde an dem Meyne | - 1395 Gemunden an dem Meun - 1567 Gemünden am Mayn - 1656 Gemuend an dem Maeyn - 1831 Gemünden |

## Geschichte

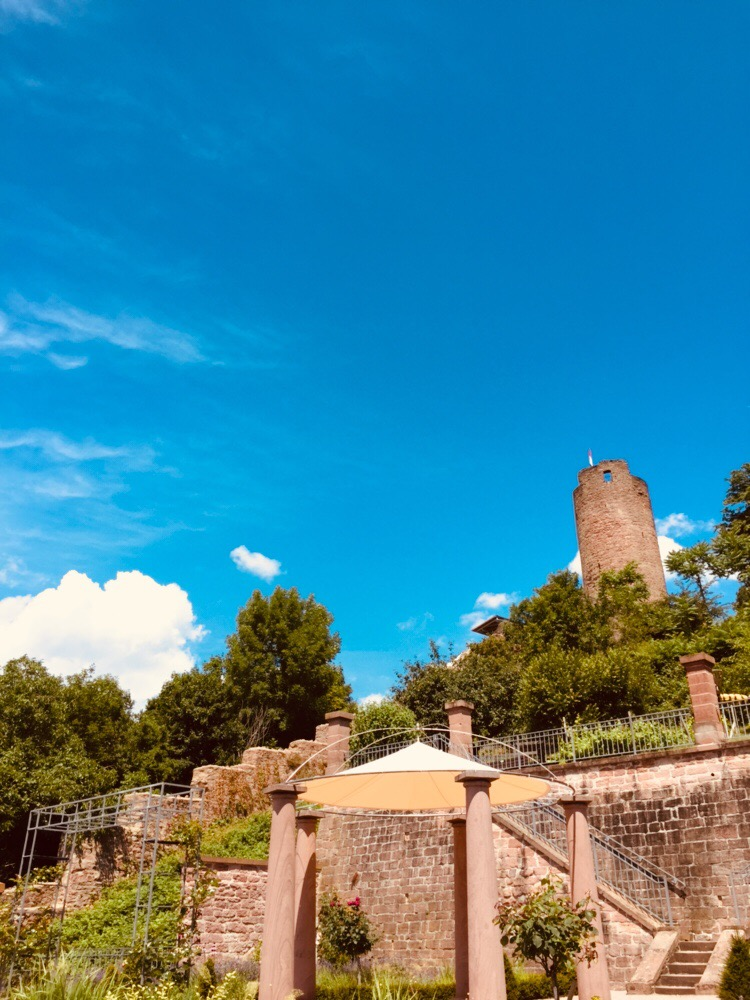
Ruine Scherenburg und Ronkazgarten

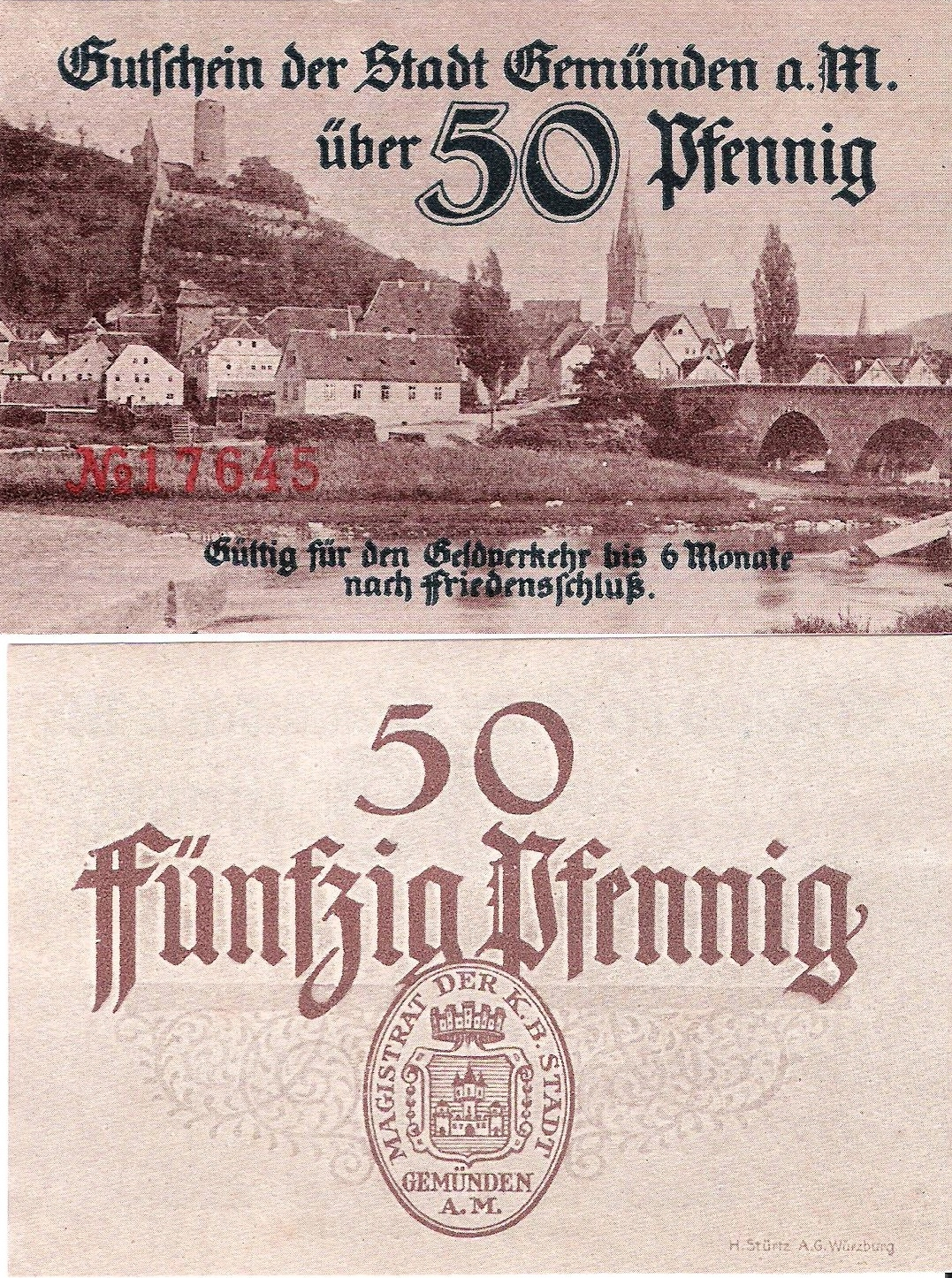
50 Pfennig Gemündener Notgeld

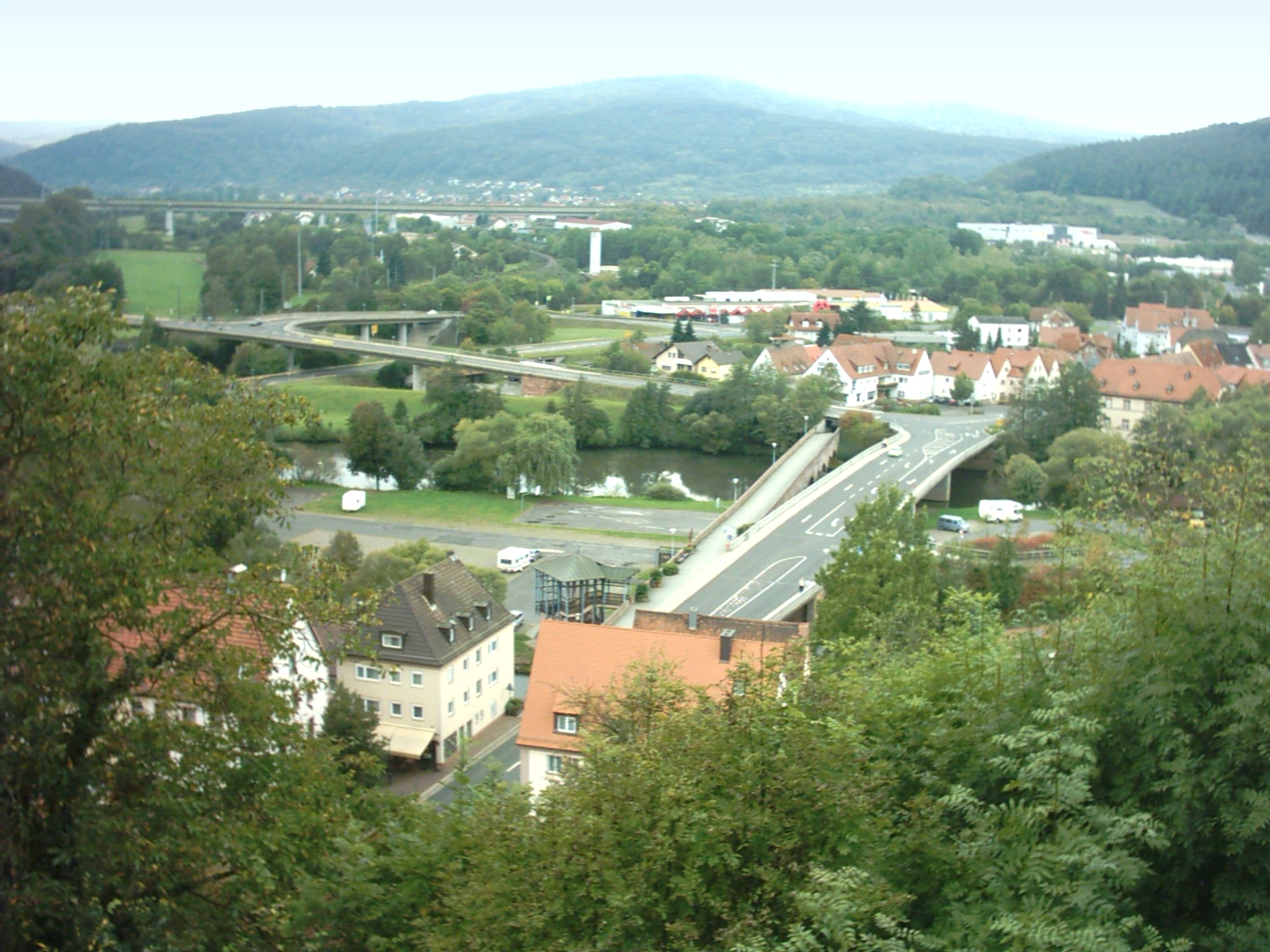
Alte und neue Brücke in Gemünden

### Bis zur Gemeindegründung
Der Ort wurde 1243 erstmals urkundlich in einem Vertrag zwischen dem Würzburger Bischof Hermann I. von Lobdeburg und Gräfin Adelheid von Rieneck erwähnt. Es wird aber vermutet, dass Gemünden bereits vor 1243 von den Grafen von Rieneck zur Stadt erhoben worden war. Die örtliche Überlieferung geht von einer Fischersiedlung aus, die Ursprung der späteren Stadt war. 
Im Jahr 1317 erhielt der Graf Ludwig von Rieneck († 1333) von Bischof Gottfried III. von Hohenlohe die Stadt und die Burg Gemünden.
Seit dem Jahr 1326 war in Gemünden nach Daten der Gesellschaft für Leprakunde ein mittelalterliches Leprosorium nachweisbar, dessen Lage als leprosorum iuxta aquam dictam Raemse beschrieben wurde.
Gemünden war Sitz des Amtes Gemünden. Gemünden gehörte ab dem Jahr 1469 endgültig zum Hochstift Würzburg. Ab 1500 war das Würzburger Hochstift ein Teil des Fränkischen Reichskreises. Fürstbischof Rudolf II. von Scherenberg baute es zur Bastion gegen die angrenzenden Territorien Kurmainz und Hochstift Fulda. Im Jahr 1641 stand das teilweise bis vor die Tore Würzburgs plündernde und raubende Heer von Jean Baptiste Budes de Guébriant bei Gemünden. Infolge des Reichsdeputationshauptschlusses 1803 wurde das Hochstift Würzburg von Bayern annektiert. Gemünden wurde eine bayerische Kreisstadt.
Im Zuge der Verwaltungsreformen in Bayern entstand mit dem Gemeindeedikt von 1818 die heutige Gemeinde.

### 19. und 20. Jahrhundert
Der Eisenbahnanschluss erfolgte 1854 mit der Ludwigs-West-Bahn, heute Main-Spessart-Bahn. Gemünden wurde zum Bahnknotenpunkt; 1872 erfolgte die Eröffnung von Gemünden – Elm, 1879 von Gemünden – Schweinfurt und 1884 von Gemünden – Hammelburg.
In der Zeit des Nationalsozialismus wurde während des Novemberpogroms 1938 die Synagoge der Jüdischen Gemeinde in der Plattnersgasse von SA-Männern zerstört. Während des Zweiten Weltkrieges mussten zahlreiche sowjetische Kriegsgefangene Zwangsarbeit in kriegswichtigen Anlagen verrichten.
Wenige Wochen vor Kriegsende wurden 65 % der Bausubstanz der Stadt durch Luftangriffe der US Army Air Forces im März 1945 und durch Kampfhandlungen im April 1945 vernichtet. Die flächenhaften Zerstörungen erfassten den gesamten westlichen und mittleren Altstadtbereich, der eine geschlossene Bebauung aus dem 16. und 17. Jahrhundert aufgewiesen hatte (Marktplatz mit Rathaus, Fischmarkt, Badgasse, Kärrnersgasse und Wirthsgasse). Zerstört wurden die Pfarrkirche St. Peter und Paul, der Hexenturm, das Mühltor, das historische Rathaus (nach der Besetzung im April ganz abgerissen), das Adelmann-Haus und das Haus Wurzgarten.
Nach Planierungen erfolgte der Wiederaufbau von 1946 bis 1950 im Altstadtbereich mit einfach verputzten Bauten. Die Straßenführungen wurden stark verändert, das Rathaus auf dem Marktplatz wurde nicht wieder aufgebaut. In den 1980er Jahren wurde die Altstadt umfassend erneuert.
Am 1. Juli 1972 wurde der Landkreis Gemünden am Main aufgelöst. Durch die Eingemeindung von 14 neuen Ortsteilen zwischen 1971 und 1978 stieg die Fläche der Stadt um das Siebenfache. Eine Brücke über den Main für eine Straßenverbindung mit den linksmainischen Gemeindeteilen wurde 1974 eröffnet und 2018 durch einen Neubau ersetzt.

### Eingemeindungen
Im Zuge der Gebietsreform in Bayern wurden am 1. Januar 1971 die Gemeinden Adelsberg, Hofstetten und Massenbuch eingegliedert. Am 1. Juli 1971 folgten Schaippach und Seifriedsburg und am 1. Januar 1972 kam Harrbach hinzu. Aschenroth wurde am 1. Juli 1972 eingegliedert. Zudem wurden Wernfeld am 1. Januar 1976 und Langenprozelten am 1. Januar 1978 eingemeindet.

### Einwohnerentwicklung
Im Zeitraum 1988 bis 2018 stagnierte die Einwohnerzahl, konkret sank sie von 10.133 auf 10.119 um 14 Einwohner bzw. um 0,1 %.

## Politik

### Stadtrat
Der Stadtrat besteht seit der Kommunalwahl am 15. März 2020 aus 24 Ratsmitgliedern, die sich seit der Wahl folgendermaßen auf die einzelnen Listen verteilen:
| Partei / Liste                           | Sitze | +/− |
| CSU                                      | 5     | − 1 |
| SPD                                      | 4     | ± 0 |
| Freie Wähler – Freie Bürger (FW–FB)      | 5     | ± 0 |
| Bündnis für Bürgernähe (BfB)             | 5     | + 2 |
| Freie Wählergemeinschaft (FWG)           | 2     | − 2 |
| Öko-Kreis                                | 2     | − 1 |
| Neue Bürgergemeinschaft (NBG)            | 1     | + 1 |
| Wahlbeteiligung: 59,33 % (2014: 63,88 %) |       |     |

### Bürgermeister
Erster Bürgermeister ist Jürgen Lippert (Bündnis für Bürgernähe) wurde im zweiten Wahlgang am 30. März 2014 mit 50,5 % der Stimmen gewählt und am 15. März 2020 mit 94,9 % der Stimmen für weitere sechs Jahre im Amt bestätigt.

### Wappen
| Wappen von Gemünden am Main | Blasonierung: „In Blau über einer rot gedeckten silbernen Zinnenmauer mit seitlichen Türmen, offenem Tor und goldenen Torflügeln ein silberner Turm mit zwei Erkertürmchen, alle mit roten Spitzdächern.“ |
| Wappen von Gemünden am Main | Wappenbegründung: Die Stadt Gemünden […] wird 1243 von Graf Ludwig II. von Rieneck (1216 bis 1243) gegründet und war zusammen mit der Scherenburg, die heute noch als Ruine erhalten ist, im Besitz der Grafen von Rieneck. Obwohl der Ort bereits Anfang des 14. Jahrhunderts städtischen Charakter hatte, stammt das früheste bekannte Siegel der Minuskelumschrift zufolge erst aus der ersten Hälfte des 15. Jahrhunderts. Seitdem hat sich das Bild nicht wesentlich geändert. Die Farben sind seit 1544 belegt. Zinnenmauer und Tor stellen den Stadtcharakter von Gemünden dar. |

### Städtepartnerschaften
- Duiven, Gelderland
- Nals, Südtirol
- Zella-Mehlis, Thüringen

## Kultur und Sehenswürdigkeiten

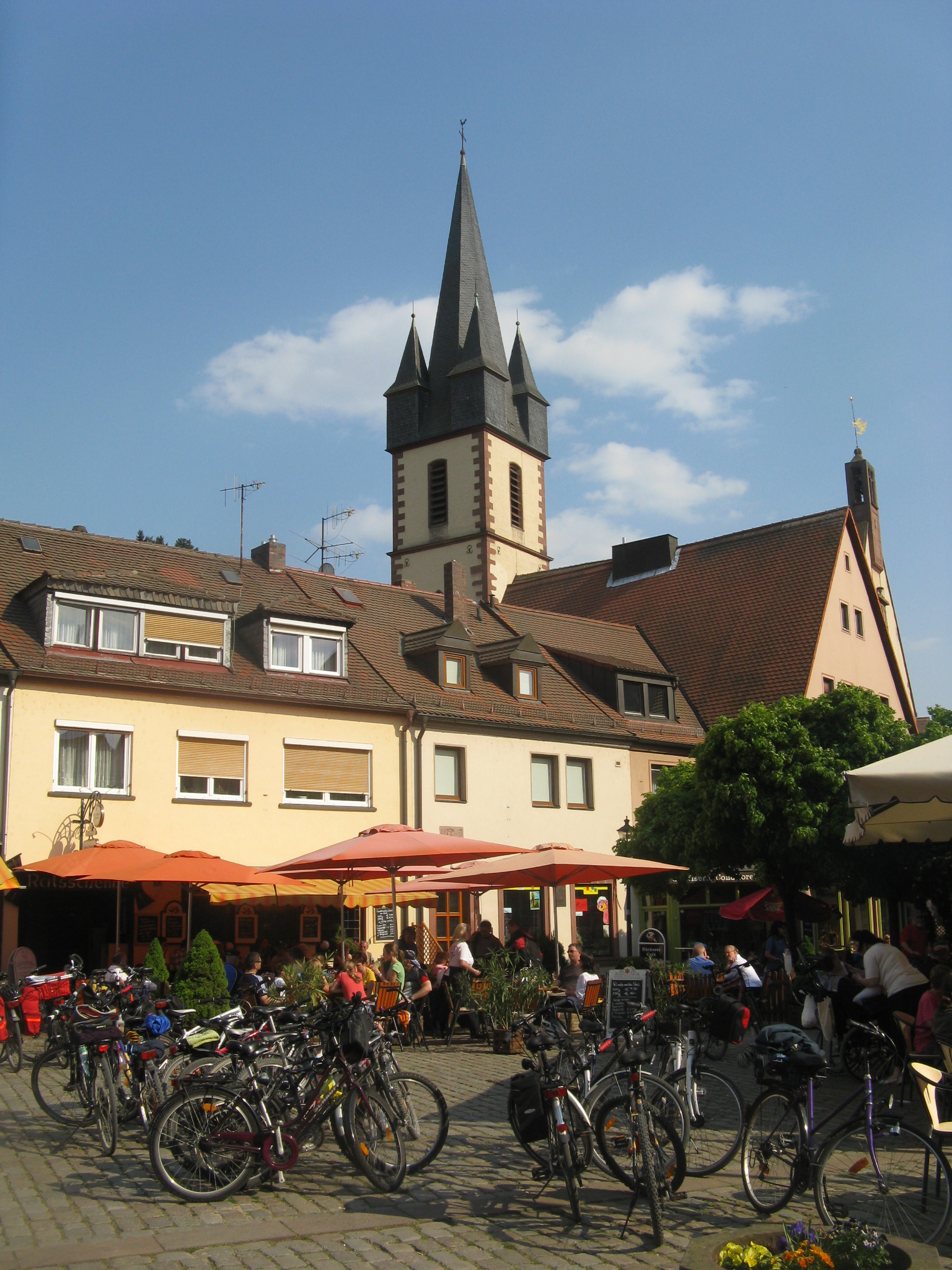
Radler-Treffpunkt Marktplatz Gemünden

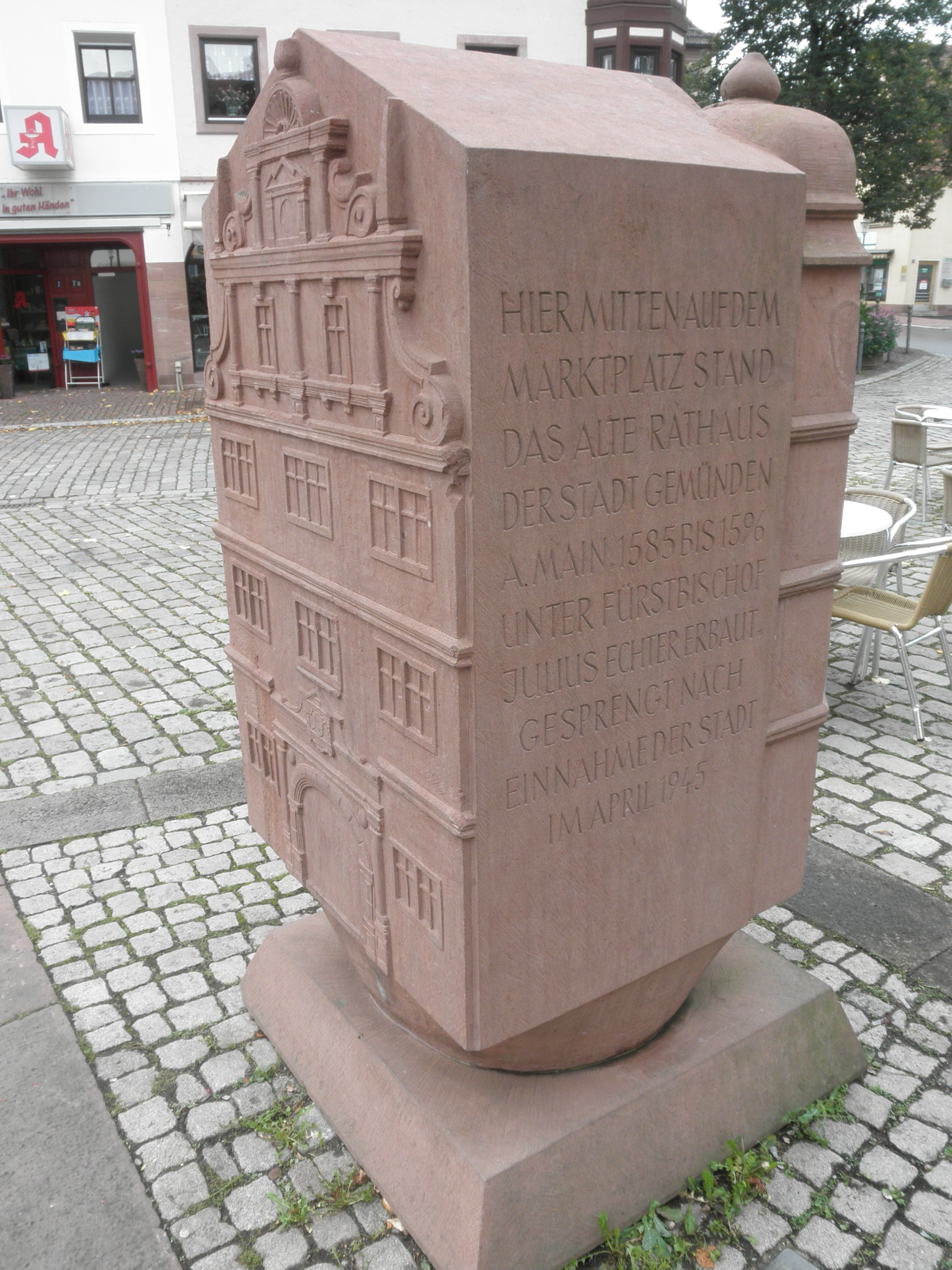
Denkmal für Altes Rathaus (bis 1945) auf dem Marktplatz

Gemünden am Main ist ein Treffpunkt für Radler und Wanderer, da in dieser „Drei-Flüsse-Stadt“ mehrere überregionale Radwege (Main-Radweg, Main-Tauber-Fränkischer Rad-Achter, Rhön-Sinntal-Radweg, der Wern-Radweg einige Kilometer südlich in Wernfeld) sowie Fernwanderwege (Maintalhöhenringweg, Birkenhainer Straße) zusammenlaufen. Zentrum der nach den schweren Kriegszerstörungen vereinfacht wiederaufgebauten Altstadt ist der Marktplatz mit einer Reihe von Cafés und Restaurants, neuem Rathaus, erneuertem Marktbrunnen und wiederaufgebauter Stadtpfarrkirche St. Peter und Paul; in der Obertorstraße gibt es noch vereinzelte Fachwerkhäuser.

### Museen
- Museum zur Stadtgeschichte von Gemünden im Huttenschloss[17][18]
- Film-Photo-Ton Museum im Huttenschloss[19][20]
- Monis Steinwelt[21]

### Musik
Von 2000 bis 2007 wurde im Ort Gemünden jährlich das Heavy-Metal-Festival Up from the Ground veranstaltet.
Seit Sommer 2013 findet jedes Jahr das Festival Tanzinsel am Schutzhafen statt.

### Bauwerke (Auswahl)

#### Burgen und Stadtbefestigung

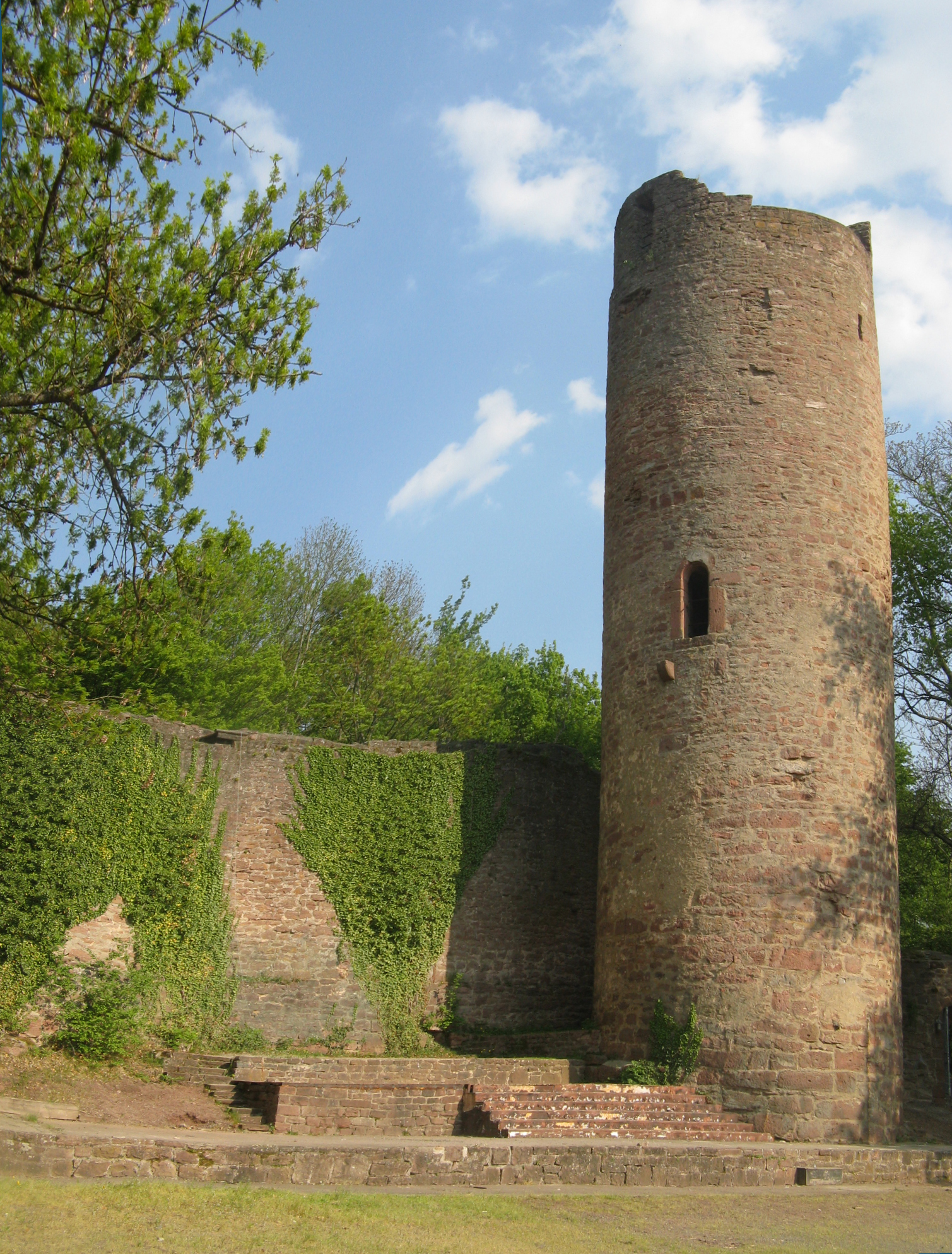
Bergfried der Ruine Scherenburg

##### Scherenburg
Auf einem Felsen über dem Stadtkern von Gemünden ragt die Ruine der Scherenburg heraus, auch Schloss Scherenberg genannt, das spätestens seit 1243 – wahrscheinlich aber schon früher – den Grafen von Rieneck gehörte, 1469 jedoch mit dem endgültigen Übergang an Würzburg den Namen des Fürstbischofs annahm. Bis 1598 diente die Burg als Amtskeller. Seit Ende des 18. Jahrhunderts wurde sie nicht mehr genutzt und verfiel. Als Ruine erhalten sind das Burgtor im Südosten, ein Teil der Schildmauer (einst verbunden mit der Stadtmauer zu einer zusammenhängenden Ringmauer), der runde Bergfried (Fledermausquartier und deshalb nicht mehr besteigbar), eine Giebelwand des unterkellerten Palas und davor ein kleiner Zwinger (Aussichtsterrasse über das Main- und Saaletal sowie in den Spessart). Bereits seit 1908 finden in der Ruine jeden Sommer Theaterspiele statt. Seit den 1990er Jahren finden im Sommer im Innenhof der Burgruine die Scherenburgfestspiele (Freilichtschauspiel) statt.

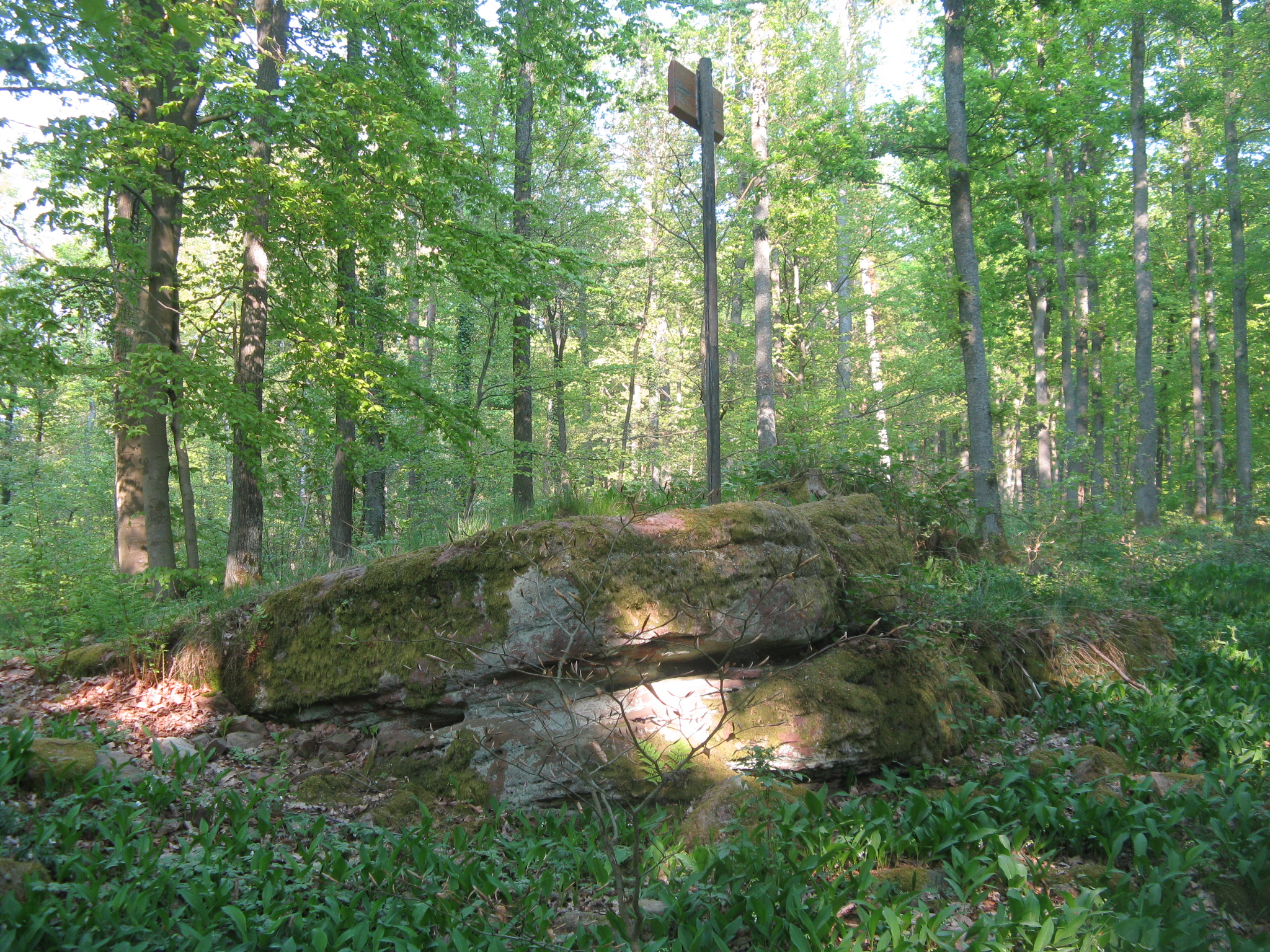
Bodendenkmal Slorburg

##### Slorburg
Schwer zugänglich auf steilem Pfad im Wald oberhalb der Scherenburg befinden sich stark bemooste Grundmauern der älteren Slorburg (Bodendenkmal). Sie stammt aus der Zeit Hermann I. von Lobdeburg und wurde 1243 geschleift, als Würzburg und Rieneck sich vertraglich einigten und ihre Herrschaft teilten.

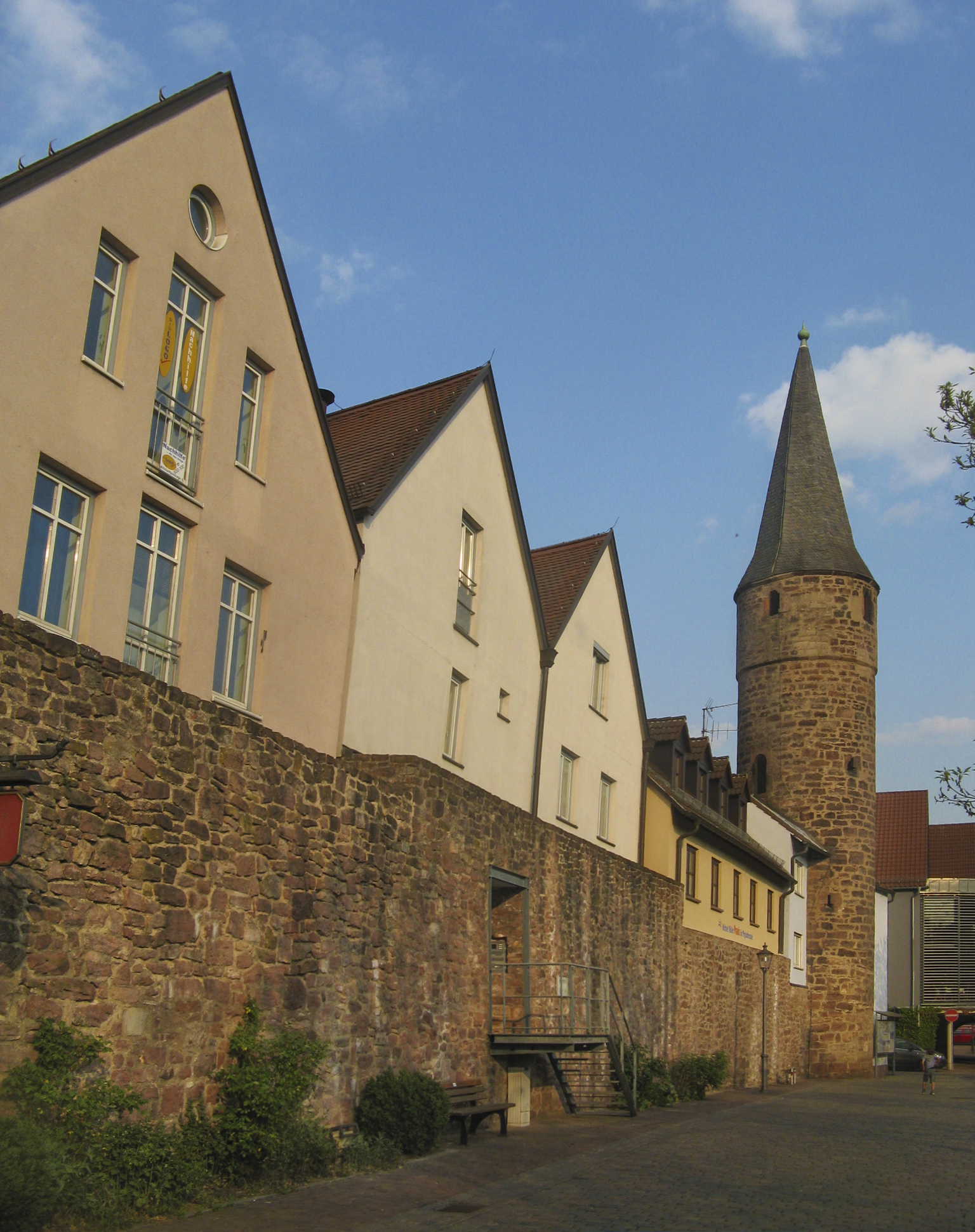
Hexenturm und überbaute Teile der Stadtmauer

##### Stadtbefestigung
Von der Stadtbefestigung sind eines von zwei Stadttoren (das Mühltor), zwei Wehrtürme (Eulenturm und Hexenturm) sowie einige von Wohnhäusern überbaute Mauerreste erhalten bzw. wiederaufgebaut worden. Das Obertor existiert nicht mehr. Am Hexenturm bildet das so genannte „Amtsschreiber-Pförtchen“, überbaut durch Fachwerk, einen Zugang durch die Stadtmauer in die Altstadt.

#### Sakralbauten

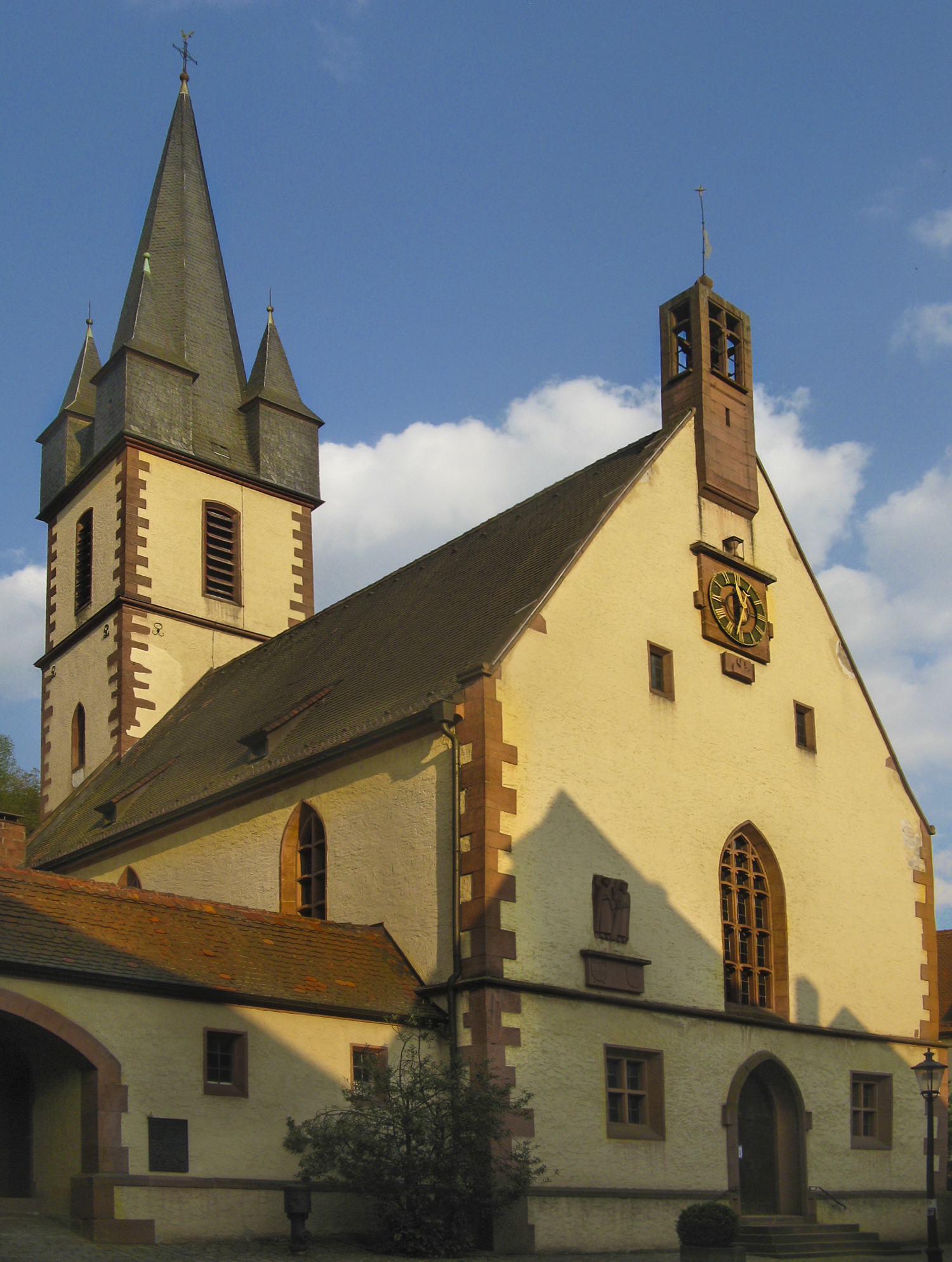
Pfarrkirche St. Peter und Paul

##### Stadtpfarrkirche St. Peter und Paul
Sie wurde 1488 auf den Mauern der noch älteren Peterskirche im gotischen Baustil errichtet. Sie wurde 1945 bis auf die Grundmauern zerstört; übrig blieb nur das Turm-Untergeschoss. Das heutige Langhaus mit Uhr und Stadtwappen sowie der Turm mit achtseitigem Spitzhelm und vier Ecktürmchen ist eine 1948 vollendete Rekonstruktion. Dieser Wiederaufbau nach dem Zweiten Weltkrieg wurde betont schlicht gehalten. Im Inneren gibt es zwei Skulpturen der Heiligen Petrus und Paulus sowie ein monumentales Epitaph von 1601 mit Hinweis auf Simon Hügel. 1956/57 erfolgte die Rekonstruktion des Turmes mit Aufstockung.

##### Evangelische Christuskirche
Sie wurde 1909/1910 erbaut und befindet sich in unmittelbarer Nähe des Bahnhofes. Der asymmetrische Jugendstilbau weist auf der Nordwest-Seite einen kleinen Frontturm auf, der im Widerpart zum zurückgesetzten, deutlich höheren und massiven Glockenturm steht. Das Gebäude erfuhr zwischen 1960 und 2008 mehrere Umbauten und Renovierungen innen und außen.

##### Dreifaltigkeitskirche
Im Osten der Stadt wurde 1954 die katholische Dreifaltigkeitskirche vom Würzburger Dombaumeister Hans Schädel in Form eines Trapezes mit zum Altarraum hin fallender Decke gebaut. Das moderne Altargemälde (Kreuz mit Korpus) und das Deckengemälde, das die göttliche Dreifaltigkeit in stilisierter Form darstellt, wurden von Georg Meistermann geschaffen.

##### Kloster der barmherzigen Schwestern vom heiligen Kreuz
Weithin sichtbar ist das „Kloster der barmherzigen Schwestern vom heiligen Kreuz“.
Die aus Böhmen vertriebenen Provinzschwestern dieses Ordens erbauten hier 1957 mit dem Architekten Hans Beckers ihr neues Provinzhaus Bayern, eine imposante Klosteranlage. Sie beherbergt neben einer Kindertagesstätte sozialpädagogische Einrichtungen. Das ehemalige Mädchenbildungswerk, eine weit über die Grenzen des Landkreises Main-Spessart bekannte Mädchenschule, wird als Theodosius-Florentini-Schule, die auch für Jungen geöffnet wurde, fortgeführt.

##### Kloster Schönau
Drei Kilometer nördlich der Stadt Gemünden liegt im Tal der fränkischen Saale das Franziskanerkloster Schönau. Es wurde ursprünglich als Zisterzienserinnen-Kloster gegründet.

#### Profanbauten

##### Huttenschloss
Der einzige Schlossbau der Stadt ist das 300 Jahre alte Huttenschloss auf der rechten (Kleingemündener) Saaleseite. Dies ist nach lokalhistorischer Überlieferung möglicherweise der Teil von Gemünden, der im Teilungsvertrag von 1243 im Besitz der Grafen von Rieneck verblieb. 1711 (Datierung über dem Haupteingang) erbaute der Rieneck’sche Amtmann Christian Stern das dreigeschossige Gebäude mit Ecktürmen und Garten als Rentamt; seine Erben veräußerten es an Ludwig von Hutten zu Stolzenberg; 1726 wurde es Würzburger Besitz unter Fürstbischof Christoph Franz von Hutten, dessen Wappen über dem Portal angebracht ist. Das Schloss erfuhr verschiedene Nutzungen (Rentamt, Lager für den Reichsarbeitsdienst und Unterfränkisches Verkehrsmuseum). Heute sind in diesem Bau das Film-Photo-Ton Museum und die Ausstellungsräume des Naturparkes Spessart untergebracht.

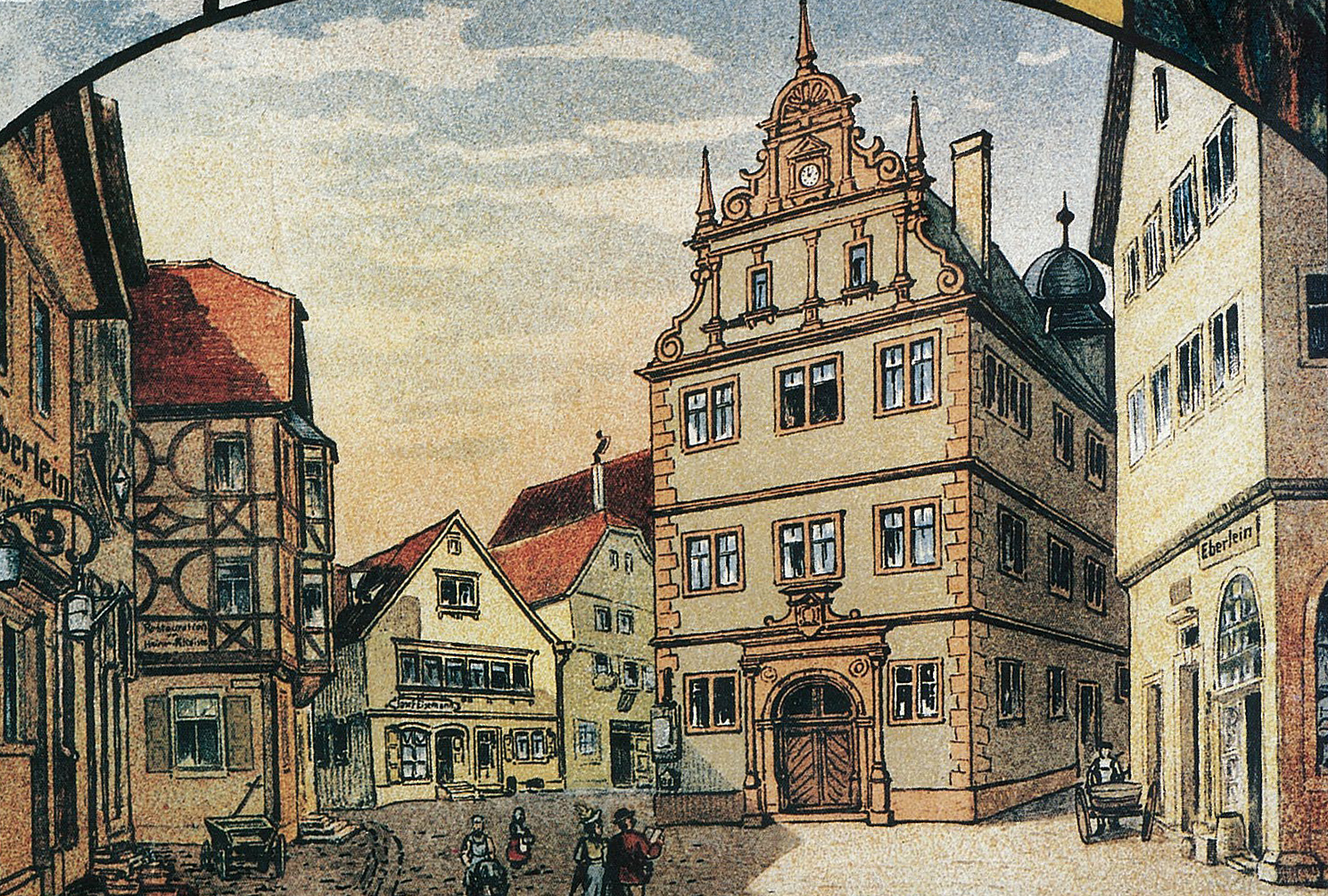
Historische Ansicht des Rathauses, zerstört 1945

##### Zollhaus Zwing
von 1714 an der Straße nach Wernfeld/Würzburg.

##### Sonstige
Das in den Jahren 1585 bis 1596 im Stil der Renaissance auf dem seinerzeitigen Fischmarkt errichtete Rathaus wurde im Zweiten Weltkrieg völlig zerstört und nicht wiederaufgebaut. Der Grundriss wurde auf dem Marktplatz nachgezeichnet. Ein Denkmal am ehemaligen Standort erinnert an den historischen Bau.
Der Rathaus-Neubau (an anderer Stelle am Markt) ist zwar ebenfalls ein Giebelbau mit Dachreiter, nicht rekonstruiert wurden jedoch die verlorenen architektonischen Formelemente wie Volutengiebel, Fialen, Halbsäulen und Portal. Vielmehr ist die Fassade mit großen Rechteckfenstern schlicht und schmucklos.
In den 1980er Jahren wurde eine flächendeckende Altstadtsanierung durchgeführt; wenige Fachwerkbauten des 17. und 18. Jahrhunderts – beispielsweise Obertorstraße 2, 8 und 16, Mühltorstraße 4 und 10, Marktplatz 8, Plattnersgasse 8 – konnten wiederhergestellt werden.
Nicht wiederaufgebaut wurden das Adelmann-Haus (ab 1597 als hochstiftlich-würzburgisches Amtshaus errichteter vierstöckiger Fachwerkbau mit Steinerdgeschoss, an der Auffahrt zur Saale-Brücke am Fischmarkt gelegen) und das Haus Wurzgarten am Marktplatz (ehemaliges Halsgericht, erbaut ab 1568 mit Steinerdgeschoss und zwei Fachwerkobergeschossen).

##### Pumpspeicherkraftwerk
Das Kraftwerk befindet sich in Langenprozelten.

### Denkmale

#### Gedenktafel
An die während des Novemberpogroms 1938 schwer beschädigte und 1945 abgerissene Synagoge erinnert eine Gedenktafel. Ein weiteres Mahnmal, welches an die umgekommenen sowjetischen Zwangsarbeiter erinnert, befindet sich Richtung Rieneck.

#### Kriegsgräberstätte
Sie befindet sich auf dem Einmalberg Richtung Burgsinn/Jossa. Hier sind 1193 gefallene Soldaten mehrerer Nationen aus den beiden Weltkriegen beigesetzt. Die schlichten Gräber nennen den Namen des Gefallenen; die Gedenkstätte zeigt einen gefesselten Mann in kniender Haltung.

#### Denkmal am Standort des Alten Rathauses
Auf dem Marktplatz. Bild des Rathauses und Inschrift: „Hier, mitten auf dem Marktplatz, stand das Alte Rathaus der Stadt Gemünden am Main. 1585 bis 1590 unter Fürstbischof Echter erbaut. Gesprengt nach Einnahme der Stadt im April 1945“.

#### Ehrensäule für Elias Hügel

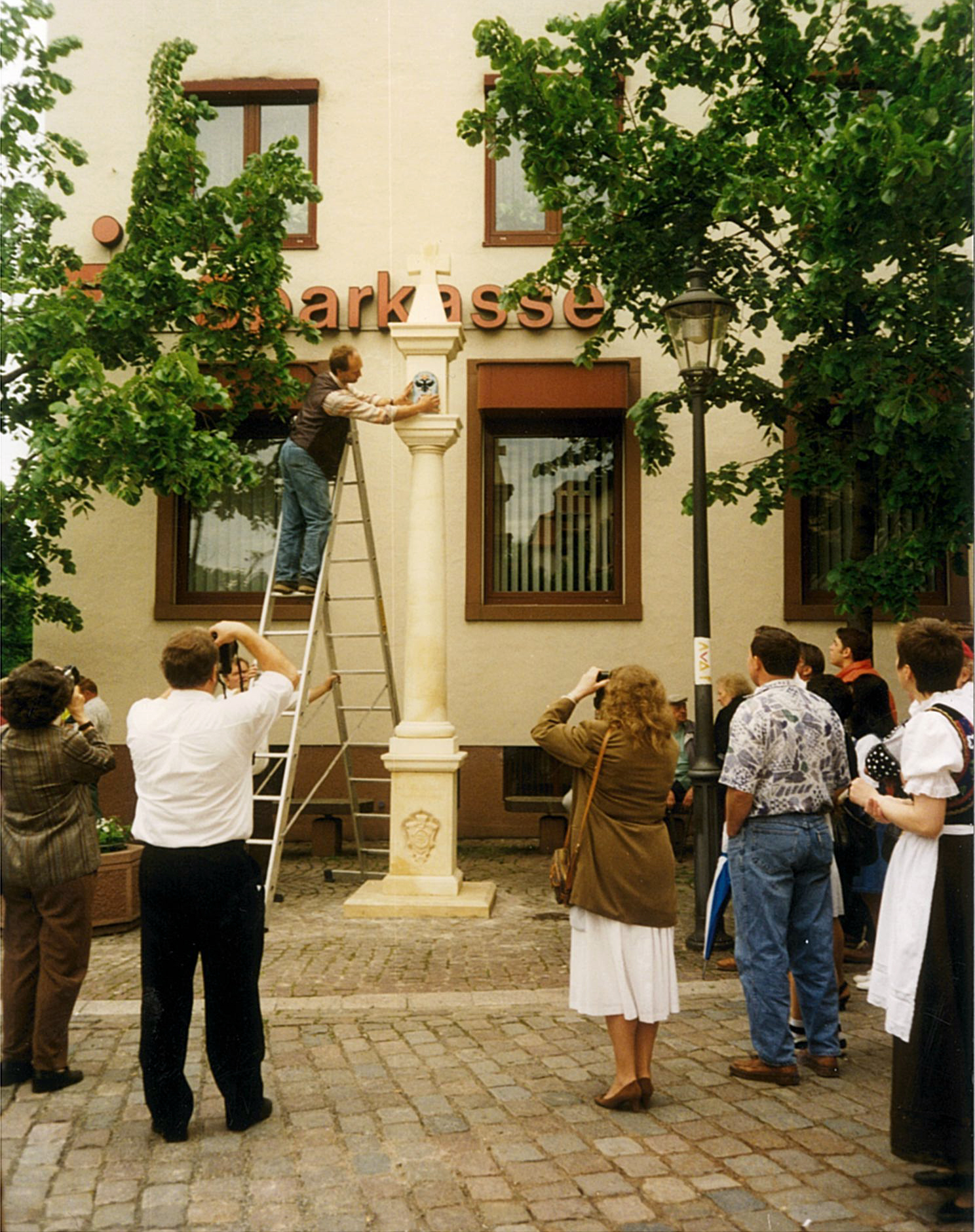
Gedenksäule für Elias Hügel

Steinmetzmeister Elias Hügel wurde in seiner Geburtsstadt 1996 von Ferenc Gyurcsek nach den Plänen von Friedrich Opferkuh eine Ehrensäule errichtet, die dem weitgehend zerstörten Original von 1740 in Kaisersteinbruch nachgebildet wurde.

### Vereine
- WWC White Water Company Gemünden am Main e. V.: Kanusportverein mit Schwerpunkt Wildwasser/Breitensport.
- Festspielverein der Stadt Gemünden e. V.
- ESV Bavaria Gemünden (Fußball, Triathlon, Schach, Volleyball, Ringen, Turnen, Tischtennis, Darts, Karate)
- FV Gemünden/Seifriedsburg: Fußballverein (ESV Bavaria Gemünden und SV Seifriedsburg)
- TC Gemünden: Tennisverein

### Regelmäßige Veranstaltungen
Die Scherenburgfestspiele finden alljährlich im Juli und August im Innenhof der Ruine Scherenburg statt.

## Infrastruktur

### Wirtschaft
Gemünden fehlen arbeitsplatzstarke Industrieunternehmen, sodass viele Arbeitnehmer in die Nachbarstädte Lohr und Würzburg auspendeln. Vorwiegend kleinere Industriefirmen und eine Reihe von Einzelhandelsmärkten sowie zwei Pflegeheime sorgen für Arbeitsplätze.
Die Stadt ist durch die bayerische Staatsregierung als Mittelzentrum ausgewiesen.
Im Jahr 2020 gab es im Stadtgebiet 2977 sozialversicherungspflichtige Arbeitsplätze und von der Wohnbevölkerung übten 4055 Personen eine versicherungspflichtige Tätigkeit aus. Von den 266 Betrieben sind 7 Betriebe im verarbeitenden Gewerbe und 11 Betriebe im Bauhauptgewerbe tätig sowie 12 Beherbergungsbetriebe mit jeweils mindestens 10 Gästebetten und 41 landwirtschaftliche Betriebe. Diese bewirtschaften eine Fläche von 1700 ha, darunter 900 ha Dauergrünland.
Im Gewerbegebiet Steinäcker-Weizenäcker im Stadtteil Langenprozelten haben sich vermehrt mittlere Betriebe (Heizöl Gumpp, Getränke Volpert, Euronics xxl tvg etc.) und Verkaufsgeschäfte (u. a. Möbel Berta, Hagebaumarkt, Tegut etc.) angesiedelt. Hier bekommt man nahezu alle Artikel, die man zum täglichen Leben braucht. Man könnte es fast als eine kleine „Einkaufsstadt“ bezeichnen.
In der Stadt befinden sich vier Gewerbe- u. Industriegebiete. Diese sind im Einzelnen im Bereich Steinäcker-Weizenäcker im Stadtteil Langenprozelten, an der schwarzen Brücke in Wernfeld und in der Kernstadt die Bereiche Hofweg, und Keßlerbrücke mit den Firmen auf dem ehemaligen Gelände der Fa. Mörtl -jetzt Ziegler sowie der Fa. Hamm und entlang der Wernfelder Str. wo Filialisten angesiedelt sind.

### Verkehr
Gemünden war Anfangspunkt des vor dem Ersten Weltkrieg geplanten und aufgegebenen Projektes eines Main-Fulda-Kanals.

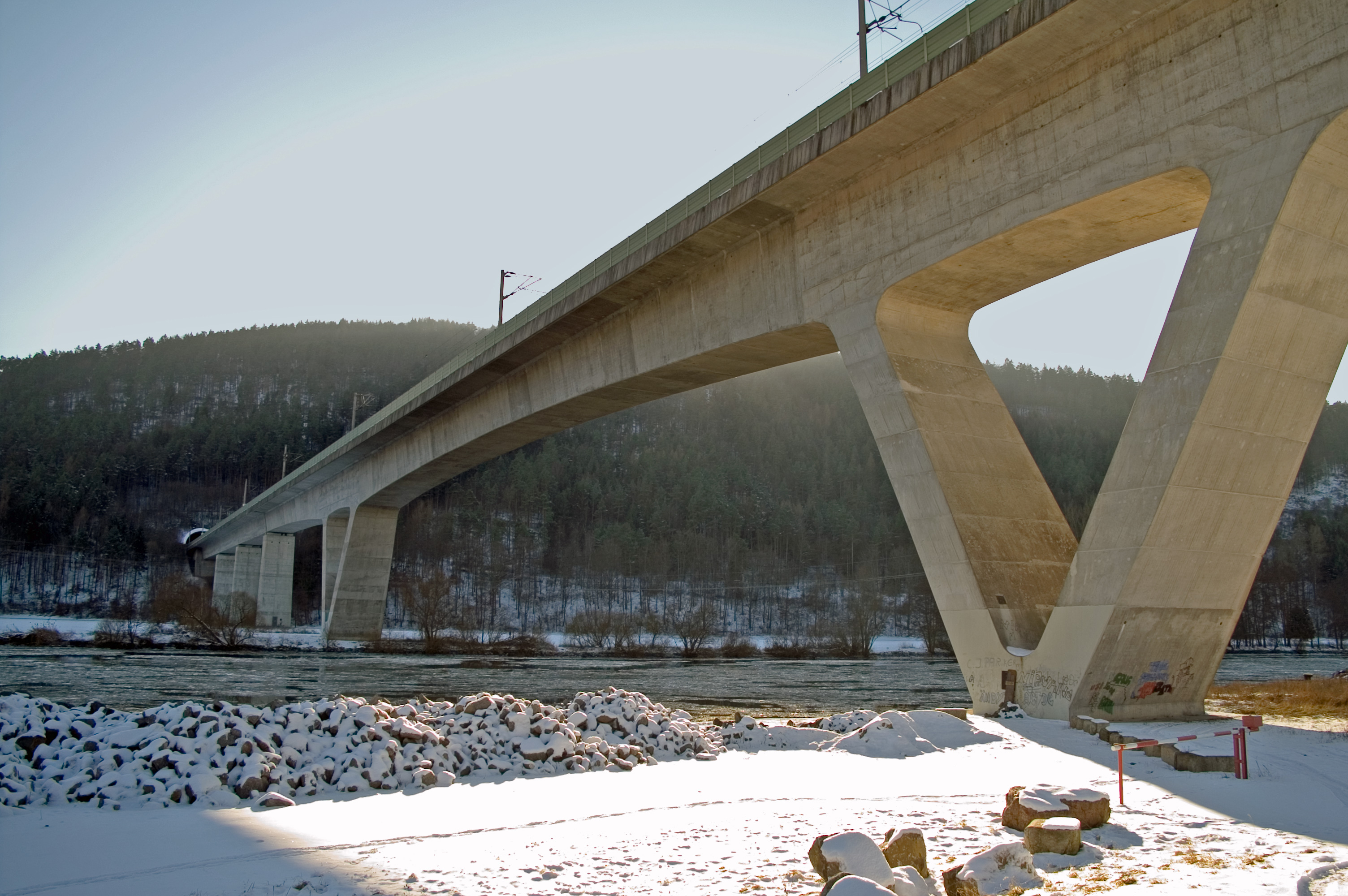
Maintalbrücke der Schnellfahrstrecke

Die Stadt ist ein wichtiger Eisenbahnknotenpunkt. Die Bahnstrecke Flieden–Gemünden vereinigt sich im Bahnhof Gemünden (Main) mit der Bahnstrecke Würzburg–Aschaffenburg. Die Strecken sind Teil der Nord-Süd-Strecke, einer wichtigen Achse für den Güterverkehr zwischen Hannover und Würzburg. Westlich der Stadt überquert die Schnellfahrstrecke Hannover–Würzburg mit der Maintalbrücke Gemünden den Main. Außerdem zweigt in Gemünden die Bahnstrecke Gemünden–Bad Kissingen ab; die Erfurter Bahn verbindet über diese Gemünden mit Schweinfurt. Dazu verbinden vor allem Regionalbahnen der Deutschen Bahn Gemünden mit den Städten Würzburg und Aschaffenburg. Gemünden ist zudem ein wichtiger Knotenpunkt im Güterverkehr.
Gemünden liegt an der Bundesstraße 26.
Für die Schifffahrt gibt es Anlegemöglichkeiten am Hafen Gemünden am Main.

## Soziales und Bildung
Auf dem ehemaligen Hofgut „Hohenroth“ hat sich seit 1978 die SOS-Dorfgemeinschaft Hohenroth niedergelassen, die zu SOS-Kinderdorf Deutschland gehört. Knapp 160 behinderte Menschen (Stand: 10/2007) leben dort in Familien, die sie betreuen, und arbeiten in eigenen Werkstätten (Molkerei, Bäckerei, Schreinerei, Schnitzerei und Metallwerkstatt), der Landwirtschaft sowie im Dorfladen. Die Zufahrt nach Hohenroth erfolgt über Rieneck.
2021 gab es nach der amtlichen Statistik
- Neun Kindertageseinrichtung mit 637 genehmigten Plätzen und 525 Kindern
- Vier Volksschulen mit 470 Schülern
- Zwei Realschulen mit 652 Schülern und
- Zwei Gymnasien mit 581 Schülern.

## Persönlichkeiten
Kernstadt
- Johann Gallus Hügel (1664–1719), Steinmetzmeister
- Elias Hügel (1681–1755), kaiserlicher Hof-Steinmetz- und Kirchenbaumeister des Barock

- Georg Adam Kreß (1744–1788), Schulmeister und Komponist
- Sebastian Mantel (1792–1860), Forstmann
- Joseph Nikolaus von Mantel (1800–1872), Forstmann
- Caspar Haeusler (1854–1938), Offizier und Reichstagsabgeordneter
- Euchar Albrecht Schmid (1884–1951), deutscher Jurist, Schriftsteller und Verleger, der Mitbegründer und Geschäftsführer des Karl-May-Verlags
- Meier Kahn (1886–1943), Jurist, NS-Opfer
- Josef Mutzbauer (1886–1935), Kriminalbeamter und KZ-Funktionär
- Hermann Lippert (1898–?), Landrat im Landkreis Rosenheim
- Werner Wirsing (1919–2017), Architekt und Hochschullehrer
- Olga Knoblach-Wolff (1923–2008), Malerin und Grafikerin
- Anneliese Lussert (1929–2006), Wirtin zum „Goldenen Engel“, Dichterin
- Hans Michelbach (* 1949), CSU-Politiker, Bürgermeister von Gemünden
- Verena Ballhaus (* 1951), Kinderbuch-Illustratorin
- Heidrun Alzheimer (* 1959), Volkskundlerin
- Nadine Angerer (* 1978), Fußballweltmeisterin, Weltfußballerin des Jahres 2013
- Andreas Kümmert (* 1986), Singer und Songwriter, Gewinner der dritten Staffel der Gesangs-Castingshow The Voice of Germany

Gemeindeteile
- Jakob Mehling (1853–1905), Politiker, Landtagsabgeordneter
- Herbert Feser (1939–2020), Psychologe und Hochschullehrer